# Hollandia községeinek listája

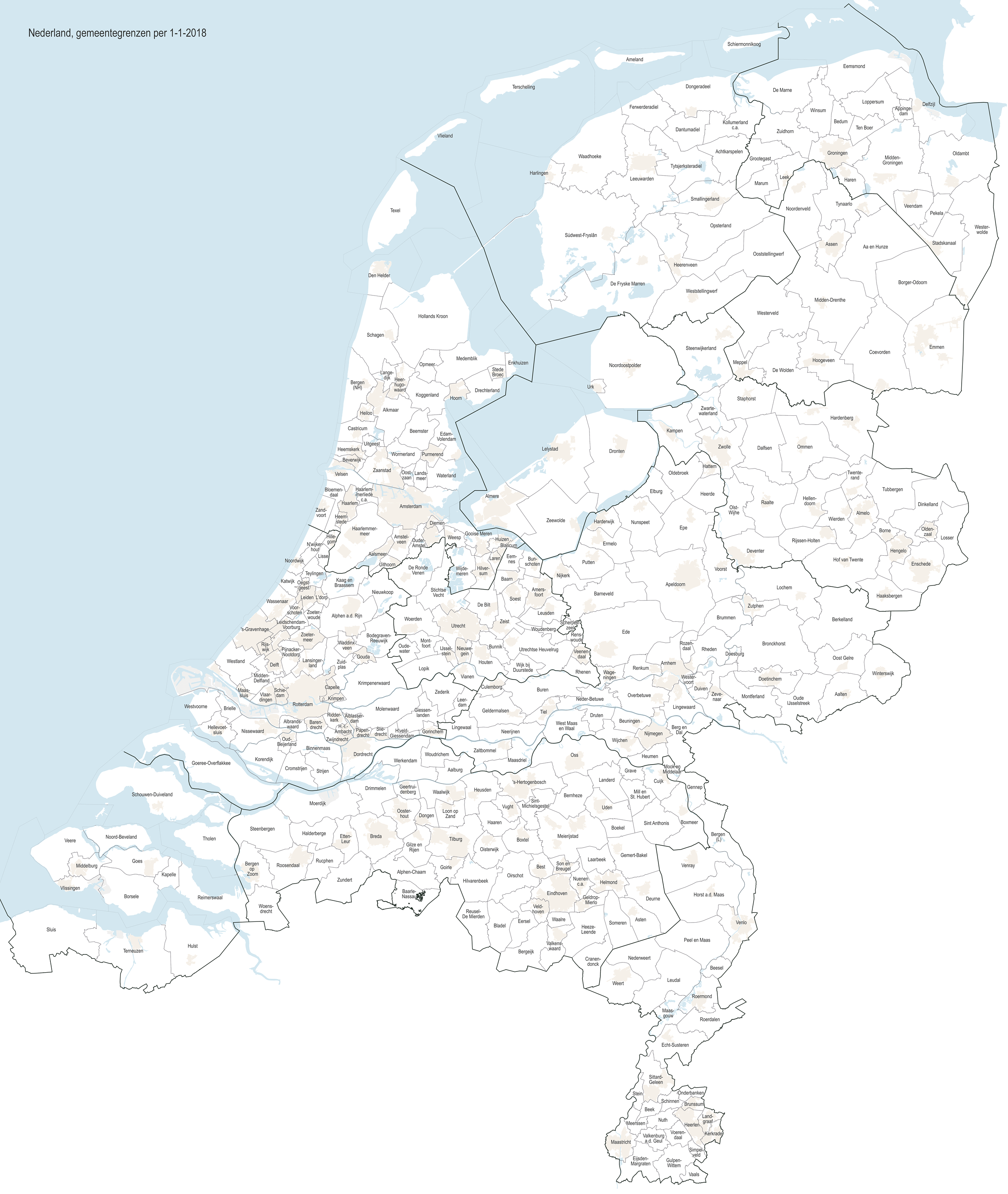
Hollandia önkormányzatai 2018-ban

Hollandia 12 tartománya községekre (hollandul gemeente) oszlik, melyek száma 2018. január 1-jén 383 volt.

## A községek és a települések viszonya Hollandiában
Hollandia községei alapvetően települési szintű közigazgatási egységek, de sok közülük több települést fog össze. Ennek alapján a hollandiai községeknek több típusa különböztethető meg, de a jog ezt a különbséget figyelmen kívül hagyja.
Egyes községek egy nagyobb települést (várost) és kisebb településeket fognak össze és a központ nevét viselik, például Utrecht község, amely Utrecht városból és De Meern, Haarzuilens, Vleuten falvakból áll. Mások számos kisebb településből állnak, és külön nevet viselnek, ami nem egyezik meg egyik település nevével sem, például Albrandswaard község, amely Poortugaal és Rhoon falvakból áll. Megint mások két település nevéből összetett elnevezést viselnek, például Pijnacker-Nootdorp község, amely Pijnacker és Nootdorp falvakból áll. Előfordul az is, hogy a község egy nagyobb és több kisebb településből áll, neve mégsem egyezik meg a központi település nevével, ilyen például Smallingerland község, ahol a legnagyobb település Drachten, vagy Haarlemmermeer község, ahol a legnagyobb település Hoofddorp.

## ABC mutató
| Ábécé szerinti tartalomjegyzék                      |
| --------------------------------------------------- |
| A B C D E F G H I J K L M N O P Q R S T U V W X Y Z |

### A
| - Aa en Hunze - Aalburg - Aalsmeer - Aalten - Achtkarspelen - Alblasserdam | - Albrandswaard - Alkmaar - Almelo - Almere - Alphen aan den Rijn | - Alphen-Chaam - Ameland - Amersfoort - Amstelveen - Amszterdam (Amszterdam) | - Apeldoorn - Appingedam - Arnhem - Assen - Asten |

### B
| - Baarle-Nassau - Baarn - Barendrecht - Barneveld - Bedum - Beek - Beemster - Beesel - Berg en Dal - Bergeijk | - Bergen (Limburg) - Bergen (Észak-Holland) - Bergen op Zoom - Berkelland - Bernheze - Best - Beuningen - Beverwijk - Binnenmaas - Bladel | - Blaricum - Bloemendaal - Bodegraven-Reeuwijk - Boekel - Bonaire (2010. október 10-től) - Borger-Odoorn - Borne - Borsele - Boxmeer | - Boxtel - Breda - Brielle - Bronckhorst - Brummen - Brunssum - Bunnik - Bunschoten - Buren |

### C
| - Capelle aan den IJssel - Castricum | - Coevorden - Cranendonck | - Cromstrijen - Cuijk | - Culemborg |

### D
| - Dalfsen - Dantumadeel - De Bilt - De Friese Meren - De Marne - De Ronde Venen - De Wolden | - Delft - Delfzijl - Den Haag ('s-Gravenhage, Hága) - Den Helder - Deurne - Deventer | - Diemen - Dinkelland - Doesburg - Doetinchem - Dongen - Dongeradeel | - Dordrecht - Drechterland - Drimmelen - Dronten - Druten - Duiven |

### E
| - Echt-Susteren - Edam-Volendam - Ede - Eemnes | - Eemsmond - Eersel - Eijsden-Margraten - Eindhoven | - Elburg - Emmen - Enkhuizen - Enschede | - Epe - Ermelo - Etten-Leur |

### F
- Ferwerderadeel

### G
| - Geertruidenberg - Geldermalsen - Geldrop-Mierlo - Gemert-Bakel - Gennep | - Giessenlanden - Gilze en Rijen - Goeree-Overflakkee - Goes | - Goirle - Gooise Meren - Gorinchem - Gouda | - Grave - Groningen - Grootegast - Gulpen-Wittem |

### H
| - Haaksbergen - Haaren (Észak-Brabant) - Haarlem - Haarlemmerliede en Spaarnwoude - Haarlemmermeer - Halderberge - Hardenberg - Harderwijk - Hardinxveld-Giessendam - Haren | - Harlingen - Hattem - Heemskerk - Heemstede - Heerde - Heerenveen - Heerhugowaard - Heerlen - Heeze-Leende - Heiloo | - Hellendoorn - Hellevoetsluis - Helmond - Hendrik-Ido-Ambacht - Hengelo (Overijssel) - ’s-Hertogenbosch - Heumen - Heusden - Hillegom - Hilvarenbeek | - Hilversum - Hof van Twente - Hollands Kroon - Hoogeveen - Hoorn - Horst aan de Maas - Houten - Huizen - Hulst |

### I
- IJsselstein

### K
| - Kaag en Braassem - Kampen - Kapelle | - Katwijk - Kerkrade - Koggenland | - Kollumerland en Nieuwkruisland - Korendijk | - Krimpen aan den IJssel - Krimpenerwaard |

### L
| - Laarbeek - Landerd - Landgraaf - Landsmeer - Langedijk - Lansingerland | - Laren - Leek - Leerdam - Leeuwarden - Leiden - Leiderdorp | - Leidschendam-Voorburg - Lelystad - Leudal - Leusden - Lingewaal - Lingewaard | - Lisse - Lochem - Loon op Zand - Lopik - Loppersum - Losser |

### M
| - Maasdriel - Maasgouw - Maassluis - Maastricht - Marum | - Medemblik - Meerssen - Meierijstad - Meppel - Middelburg | - Midden-Delfland - Midden-Drenthe - Midden-Groningen - Mill en Sint Hubert - Moerdijk | - Molenwaard - Montferland - Montfoort - Mook en Middelaar |

### N
| - Neder-Betuwe - Nederweert - Neerijnen - Nieuwegein | - Nieuwkoop - Nijkerk - Nijmegen - Nissewaard | - Noord-Beveland - Noordenveld - Noordoostpolder - Noordwijk | - Noordwijkerhout - Nuenen, Gerwen en Nederwetten - Nunspeet - Nuth |

### O
| - Oegstgeest - Oirschot - Oisterwijk - Oldambt - Oldebroek - Oldenzaal | - Olst-Wijhe - Ommen - Onderbanken - Oost Gelre - Oosterhout | - Ooststellingwerf - Oostzaan - Opmeer - Opsterland - Oss | - Oud-Beijerland - Oude IJsselstreek - Ouder-Amstel - Oudewater - Overbetuwe |

### P
| - Papendrecht - Peel en Maas | - Pekela - Pijnacker-Nootdorp | - Purmerend | - Putten |

### R
| - Raalte - Reimerswaal - Renkum - Renswoude | - Reusel-De Mierden - Rheden - Rhenen - Ridderkerk | - Rijssen-Holten - Rijswijk - Roerdalen - Roermond | - Roosendaal - Rotterdam - Rozendaal - Rucphen |

### S
| - Saba (2010. október 10-től) - Schagen - Scherpenzeel - Schiedam - Schiermonnikoog - Schinnen - Schouwen-Duiveland | - Simpelveld - Sint Anthonis - Sint Eustatius (2010. október 10-től) - Sint-Michielsgestel - Sittard-Geleen - Sliedrecht - Sluis | - Smallingerland - Soest - Someren - Son en Breugel - Stadskanaal - Staphorst - Stede Broec | - Steenbergen - Steenwijkerland - Stein - Stichtse Vecht - Strijen - Súdwest-Fryslân |

### T
| - Ten Boer - Terneuzen - Terschelling | - Texel - Teylingen - Tholen | - Tiel - Tietjerksteradeel - Tilburg | - Tubbergen - Twenterand - Tynaarlo |

### U
| - Uden - Uitgeest | - Uithoorn - Urk | - Utrecht | - Utrechtse Heuvelrug |

### V
| - Vaals - Valkenburg aan de Geul - Valkenswaard - Veendam - Veenendaal | - Veere - Veldhoven - Velsen - Venlo - Venray | - Vianen - Vlaardingen - Vlieland - Vlissingen | - Voerendaal - Voorschoten - Voorst - Vught |

### W
| - Waadhoeke - Waalre - Waalwijk - Waddinxveen - Wageningen - Wassenaar - Waterland | - Weert - Weesp - Werkendam - West Maas en Waal - Westerveld - Westervoort - Westerwolde | - Westland - Weststellingwerf - Westvoorne - Wierden - Wijchen - Wijdemeren - Wijk bij Duurstede | - Winsum - Winterswijk - Woensdrecht - Woerden - Wormerland - Woudenberg - Woudrichem |

### Z
| - Zaanstad - Zaltbommel - Zandvoort - Zederik | - Zeewolde - Zeist - Zevenaar - Zoetermeer | - Zoeterwoude - Zuidhorn - Zuidplas - Zundert | - Zutphen - Zwartewaterland - Zwijndrecht - Zwolle |

| Ábécé szerinti tartalomjegyzék                      |
| --------------------------------------------------- |
| A B C D E F G H I J K L M N O P Q R S T U V W X Y Z |

## Újrafelosztás
A községek száma szinte évente változik (főleg csökken egyesítések miatt), 2005-re a Gelderland tartományban történt nagyszámú egyesítés miatt 467-re csökkent. Ez a szám 2006-ra 458-ra, 2007-re 443-ra, 2009. január 1-jére 441-re, 2010. január 1-jére 431-re majd március 18-ra 430-ra csökkent, 2010. október 10-re viszont 433-ra nőtt.